# Karel Petr
Karel Petr   (Zbyslav (Vrdy), 14 de juny de 1868 - Praga, 14 de febrer de 1950) va ser un matemàtic txec.

## Vida i Obra
Petr va fer els estudis secundaris als instituts de Čáslav i Chrudim en els quals va tenir una forta inclinació per les matemàtiques i el càlcul. El 1893 es va graduar en matemàtiques a la universitat i els deu anys següents va exercir com a professor de secundària a diverses localitats txeques com Brno, Chrudim, Přerov i Olomouc.
El 1902 va obtenir l'habilitació docent a la Universitat Tecnològica de Brno i el curs següent es traslladava a la Universitat Carolina de Praga on va romandre de professor fins a la seva jubilació el 1938.
Petr és recordat pels seus treballs en teoria analítica de nombres, teoria de formes algebraiques, matemàtiques numèriques i geometria. Dèspecial rellevància és un teorema que porta el seu nom sobre una propietat dels polígons plans (1908). També són importants els seus treballs sobre els ideals i els algorismes de factorització de les bases integrals (1935).